# Тулинов, Даниил Петрович
Даниил Петрович Тулинов (1855 — ?) — крестьянин, член Государственной думы II созыва от Воронежской губернии.

## Биография
Крестьянин Коротоякского уезда Воронежской губернии. Получил начальное образование. Отбыл военную службу. Занимался земледелием на 1 десятине и 10 квадратных саженях земли.
8 февраля 1907 года избран в Государственную думу II созыва от общего состава выборщиков Воронежского губернского избирательного собрания. Вошёл в состав Конституционно-демократическую фракции. 
Детали дальнейшей судьбы и дата смерти неизвестны.

### Архивы
- Российский государственный исторический архив. Фонд 1278. Опись 1 (2-й созыв). Дело 441; Дело 586. Лист 15, 16.